# U-870
 U-870  — немецкая подводная лодка типа IXC/40, времён Второй мировой войны. 
Заказ на постройку субмарины был отдан 25 августа 1941 года. Лодка была заложена 29 апреля 1943 года на верфи судостроительной компании	АГ Везер, Бремен, под строительным номером 1078, спущена на воду 29 октября 1943 года, 3 февраля 1944 года под командованием корветтен-капитана Эрнста Хехлера вошла в состав учебной 4-й флотилии. 1 октября 1944 года вошла в состав 33-й флотилии. Лодка совершила один боевой поход, потопила 2 военных корабля суммарным водоизмещением 1 960 т, повредила один военный корабль водоизмещением 1 400 т, необратимо повредила 2 судна суммарным водоизмещением 11 844 брт. Потоплена 30 марта 1945 года в гавани Бремена авиабомбами. 